# أسطوانات الفيديو الرقمية فائقة الدقة
أسطوانات الفيديو الرقمية فائقة الدقة أو HD DVD هي هيئة أقراص بصرية عالية الكثافة مصممة لتخزين المعلومات وأفلام الفيديو عالية الدقة. مساحة الأسطوانة 15 غيغابايت (طبقة واحدة) و30 غيغابايت (طبقتان). يعتبر هذا النوع الهيئة التالية للدي في دي وهو ينافس أقراص بلو راي والذي يعتبر نوعا آخر من هيئات التخزين للملفات الضخمة. يمكن للقرص ذي سعة 15 غيغابايت أن يخزن فيلماً فائق الوضوح مدته أربع ساعات في أحد الطبقتين. أقر هذا النوع من الأقراص في عام 2003 بواسطة دي في دي فورم بناء على تقنية "Advanced Optical Disc" التي أنتجتها توشيبا وإن إي سي. تستخدم HD DVD ليزرا لونه بنفسجي أو أزرق. يدعم HD DVD أنظمة ترميز الفيديو الأكثر تقدماً مثل H.264 وVC-1، علاوة على MPEG-2 الذي يستخدم في الدي في دي.
من مزايا HD DVD البارزة أنها تعتبر نسخة مطورة من الدي في دي التقليدي. طرحت أولى المشغلات لـ HD DVD في الولايات المتحدة في عام 2006. جعلت مايكروسوفت في نفس العام هذا النوع من الأقراص كخيار لجهاز ألعابها إكس بوكس 360.
مثل الأقراص المضغوطة والدي في دي والبلو راي، توجد ثلاثة خيارات لـ HD DVD وهي:
- للقراءة فقط (HD DVD-ROM)
- للتسجيل مرة واحدة (HD DVD-R)
- الأقراص القابلة لإعادة التسجيل (HD DVD-RW)

## تاريخ
في منتصف التسعينات، بدأت مجموعات تجارية HDTV تدخل السوق الكبير. ومع ذلك، لم يكن هناك وسيلة رخيصة لتسجيل أو للعب محتويات القروص الفائقة الدقة. لم يكن هناك وَسَيط رخيص يمكن ان يخزن الكمية الهائلة من المعلومات الموجودة في HD DVD، باستثناء JVC وسوني. في ذلك الحين، اخترع شوجي ناكامورا عملية الليزر الأزرق الثنائيات، وبذلك سبب ضجه كبيرة، على الرغم من تاخر إنتاج اختراعه بسبب قضايا محكميه ضده.

## نهاية المنافسة
في 18 من شباط / فبراير 2008, قررت شركة توشيبا اليابانية لصناعة الإلكترونيات إعادة النظر في صنع أقراص الدي في دي التي تعمل بنظام HD-DVD، وهذا كفيل بوضع نهاية للتنافس مع شركة سوني التي تعمل بنظام Blu-ray.
تفيد تقارير واردة من اليابان أن شركة توشيبا تخطط للتوقف عن صنع أقراص HD-DVD والاعتراف بفوز نظام بلو راي الذي تنتجه سوني.
وكانت شركة "Wal-Mart" أكبر سلسلة مَتاجر في الولايات المتحدة قد قررت دعم نظام بلو راي اسوة بأكبر ستوديوهات هوليوود.